# Sofia Vembo

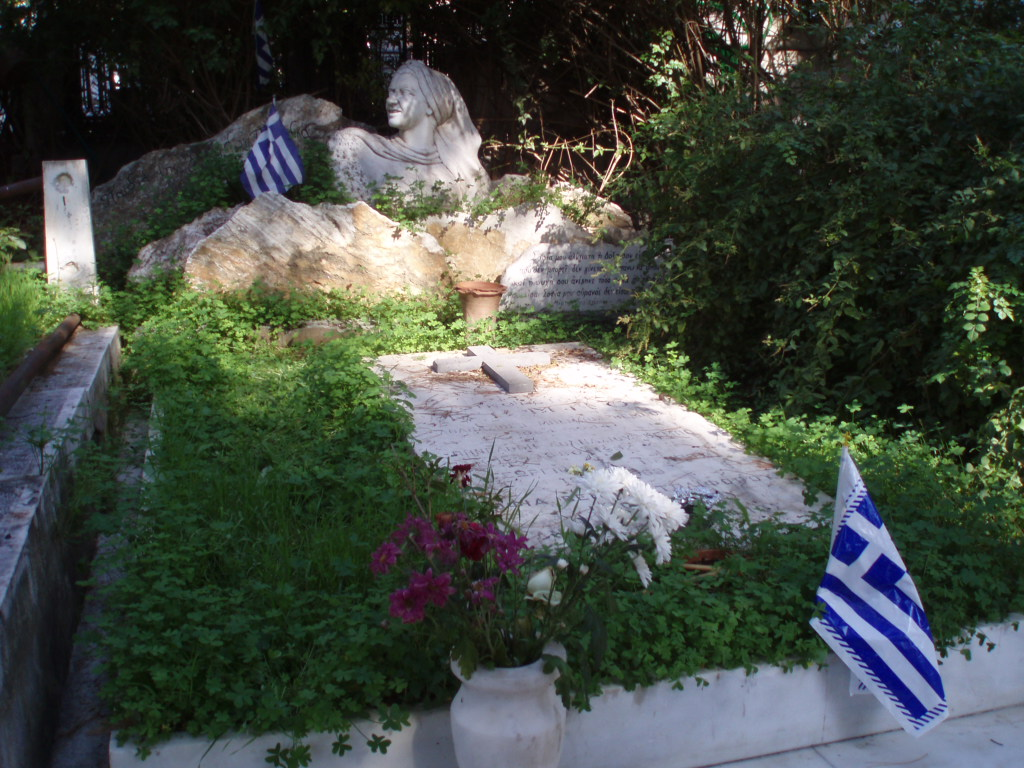
Tomba de Sofia Vembo a Atenes.

Sofia Vembo (en grec: Σοφία Βέμπο) (Gal·lípoli, 10 de febrer de 1910 - Atenes, 11 de març de 1978) fou una actriu i cantant grega.

## Biografia
Durant el bescanvi de població entre Grècia i Turquia de 1923, denominada la gran catàstrofe, la seva família va emigrar a Volos.
Va començar la seva carrera com a cantant el 1930, a Tessalònica. Després de la Segona Guerra Mundial, va fundar el seu propi teatre a Atenes. És una de les figures de la resistència cultural durant l'ocupació nazi, sent les seves cançons entonades pels partisans grecs. Com recompensa, l'exèrcit grec li va donar el rang de  major.

## Filmografia
- El Prosfygopoula (1938) fent de Sofia Nakos
- Stella (1955) fent de Maria
- Stournara 288 (1959) fent de Jenny